# Birkirkara
Birkirkara, souvent abrégé en B'Kara, est une ville de Malte, et la ville la plus peuplée du pays avec 22 000 habitants. Administrativement elle est située dans la Région centrale et dans le district de Northern Harbour.

## Géographie
Elle est située dans le centre de Malte à l'ouest de La Valette, dans la région centrale. Elle est le siège d'un conseil local.
| Iklin    | San Ġwann  | Msida        |
| Balzan   | Birkirkara | Santa Venera |
| Ħ'Attard | Qormi      | Santa Venera |

## Histoire
Birkirkara est l'une des plus vieilles localités du pays, figurant déjà dans le Rapport Ecclésiastique de 1436 qui établissait les paroisses de Malte et de Gozo, à l'époque, elle se trouvait déjà être la plus grosse paroisse.
Au fil des années, plusieurs paroisses ont été séparées de Birkirkara comme Tas-Sliema, San Ġiljan, L-Imsida et Il-Ħamrun au XIXe siècle, de même que Santa Venera au début du XXe siècle. Plus récemment, on compte San Ġwann en 1965 et le hameau de L-Ibraġ fut écarté de Birkirkara pour faire partie de la nouvelle paroisse de Is-Swieqi en 1993.
La devise de la ville est In hoc signo vinces.

### Toponymie
Le nom signifie « eau froide », désignant la vallée avoisinante. Le nom a été écrit traditionnellement Birchircara, selon la graphie inspirée de l'italienne, dans laquelle le digramme « ch » est utilisé à la place de la lettre « k ». Il est souvent abrégé en B'kara et même en Kara.

## Paroisse
Birkirkara est composée de quatre paroisses autonomes : Sainte-Hélène, Saint-Joseph, Notre-Dame-de-Carmel et Sainte-Marie.
La principale fête religieuse est la Sainte-Hélène, célébrée le 18 août ou le premier dimanche suivant cette date avec la procession d'une statue de bois plus grande que nature sculptée par le sculpteur maltais Salvu Psaila.

Un collège réputé se trouve sur le territoire de Birkirkara : le collège Saint-Louis (St. Aloysius College).

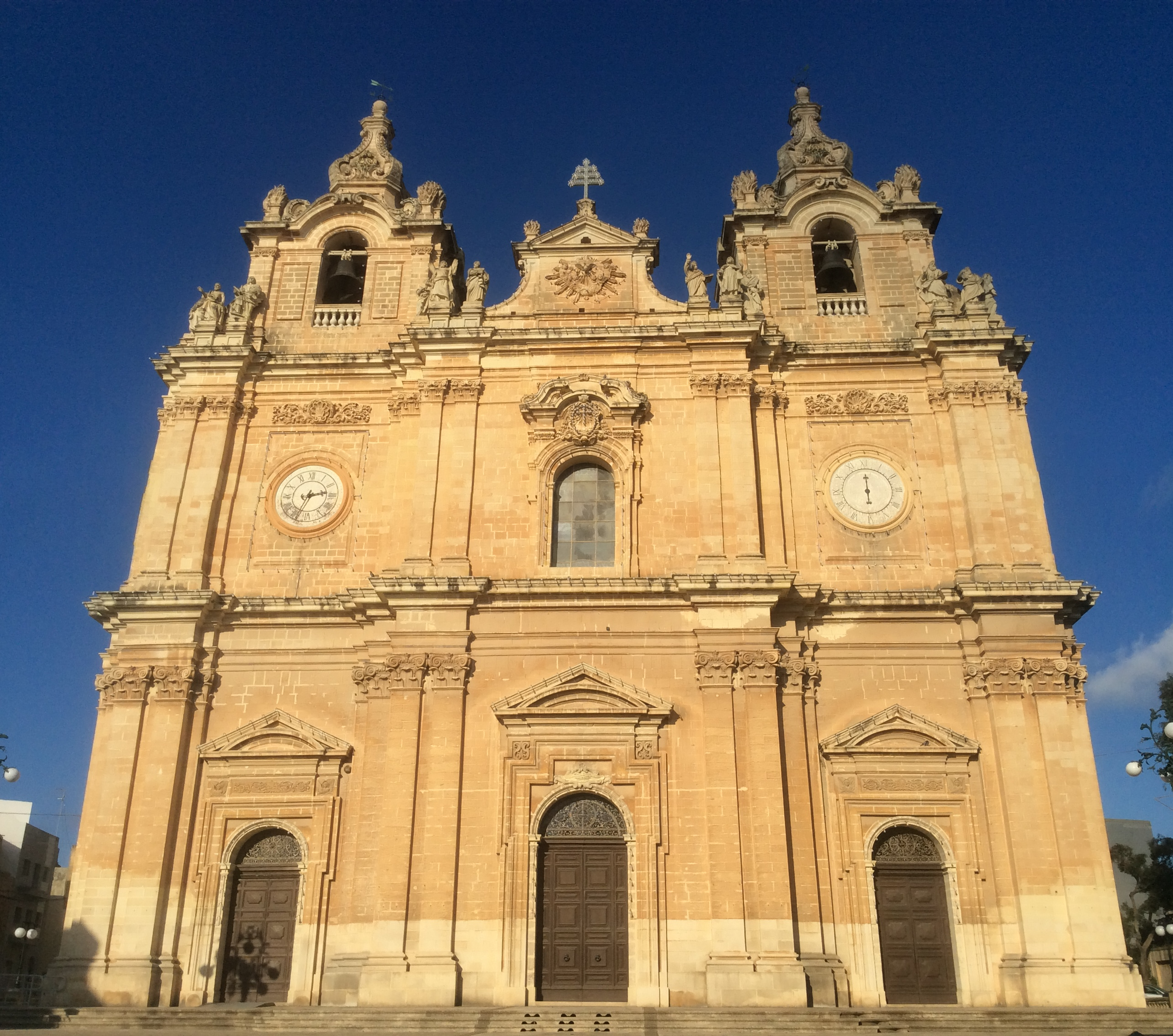
Basilique Sainte-Hélène
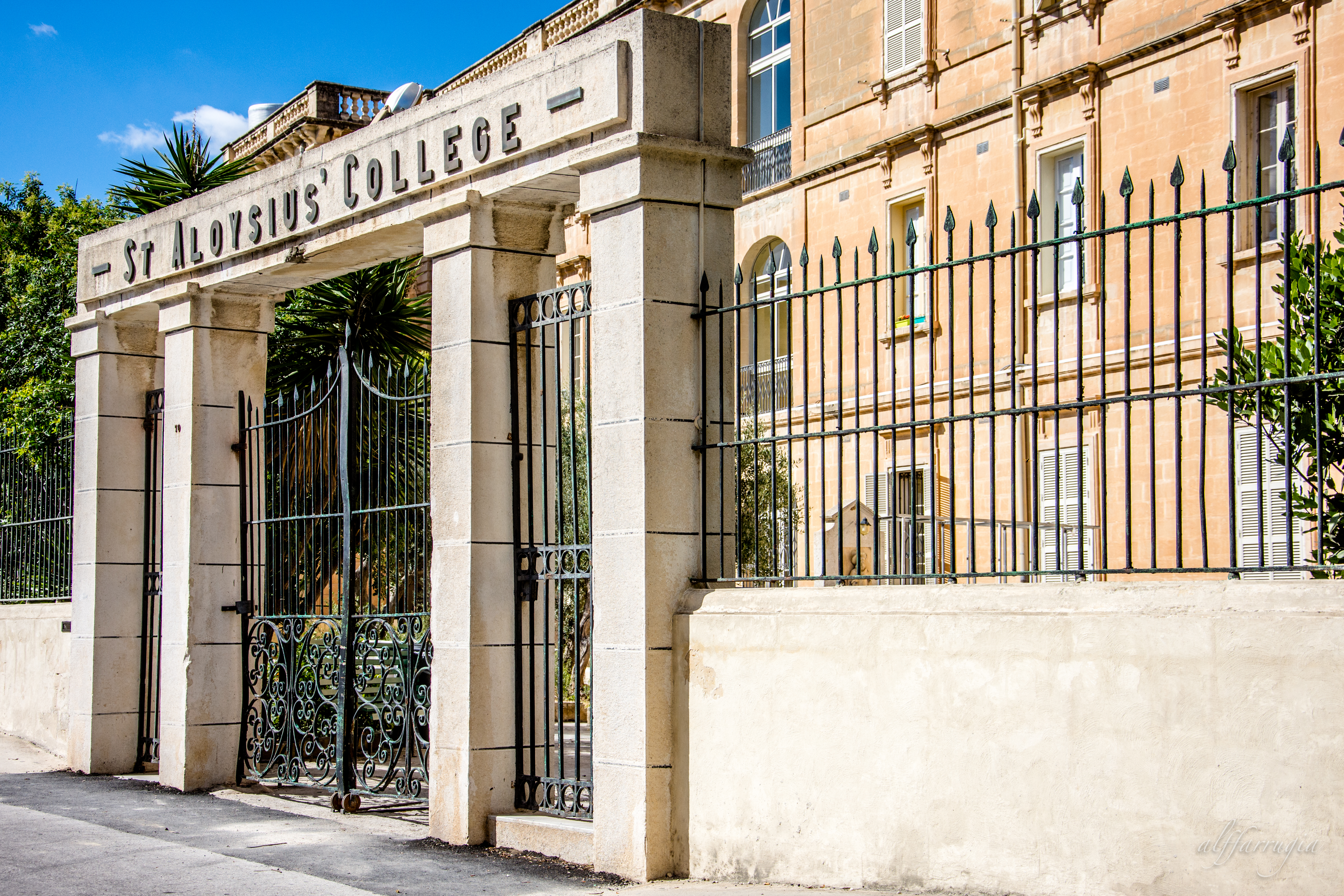
Entrée principale du Collège Saint-Louis
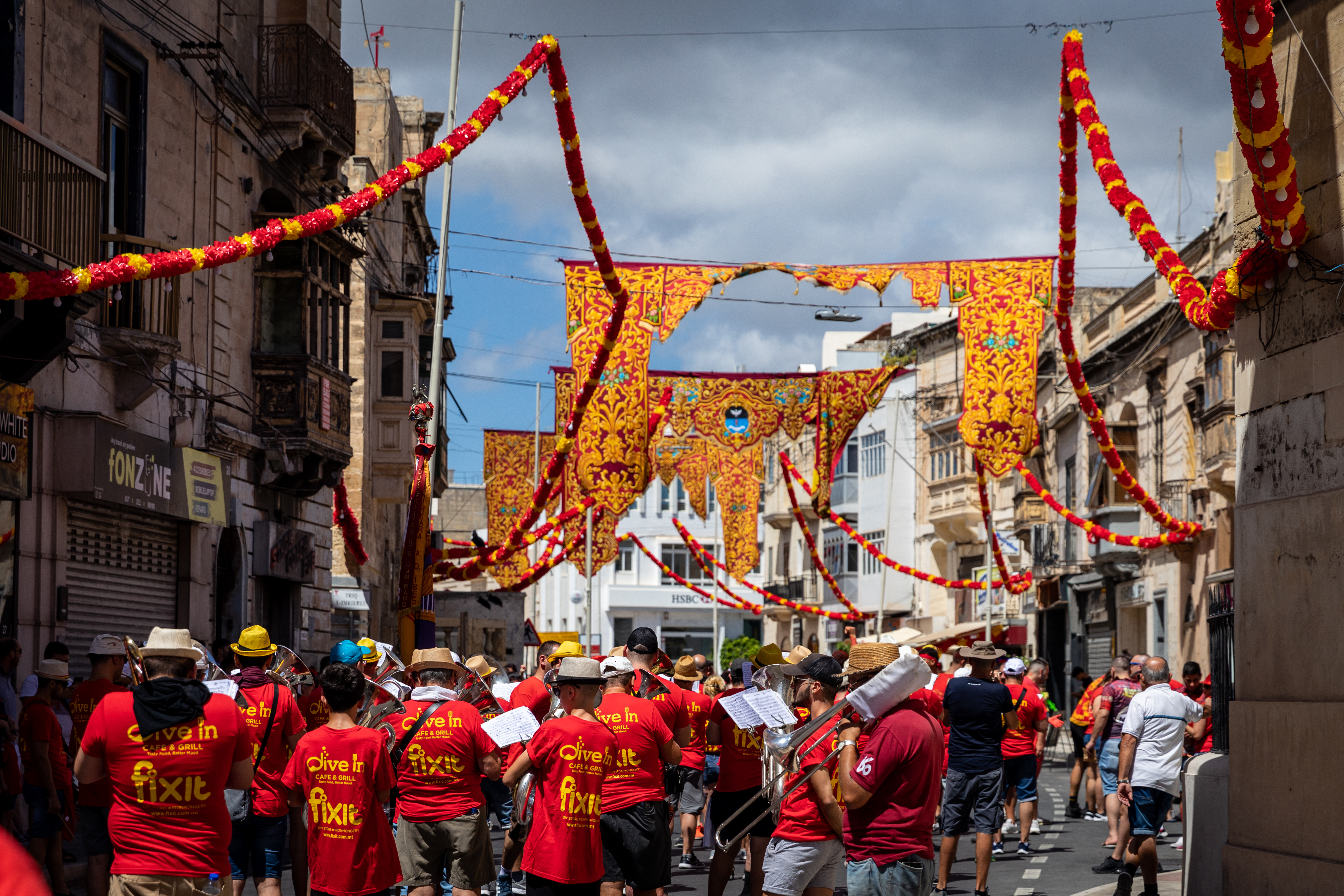
Célébration de la fête de la Sainte-Hélène

## Économie
Birkirkara abrite le siège social de la Brasserie Simonds Farsons Cisk, principal producteur de boissons de Malte. La brasserie est notamment connue pour fabriquer la bière Cisk et le soda Kinnie

## Culture et patrimoine
Parmi les endroits dignes d'intérêt de Birkirkara, on compte la vieille gare intégrée aujourd'hui à un jardin public. Le train était utilisé comme moyen de transport jusqu'en 1931. Il y a aussi les aqueducs près de Mriehel et la basilique Sainte-Hélène qui héberge la plus grosse cloche de Malte[réf. nécessaire].

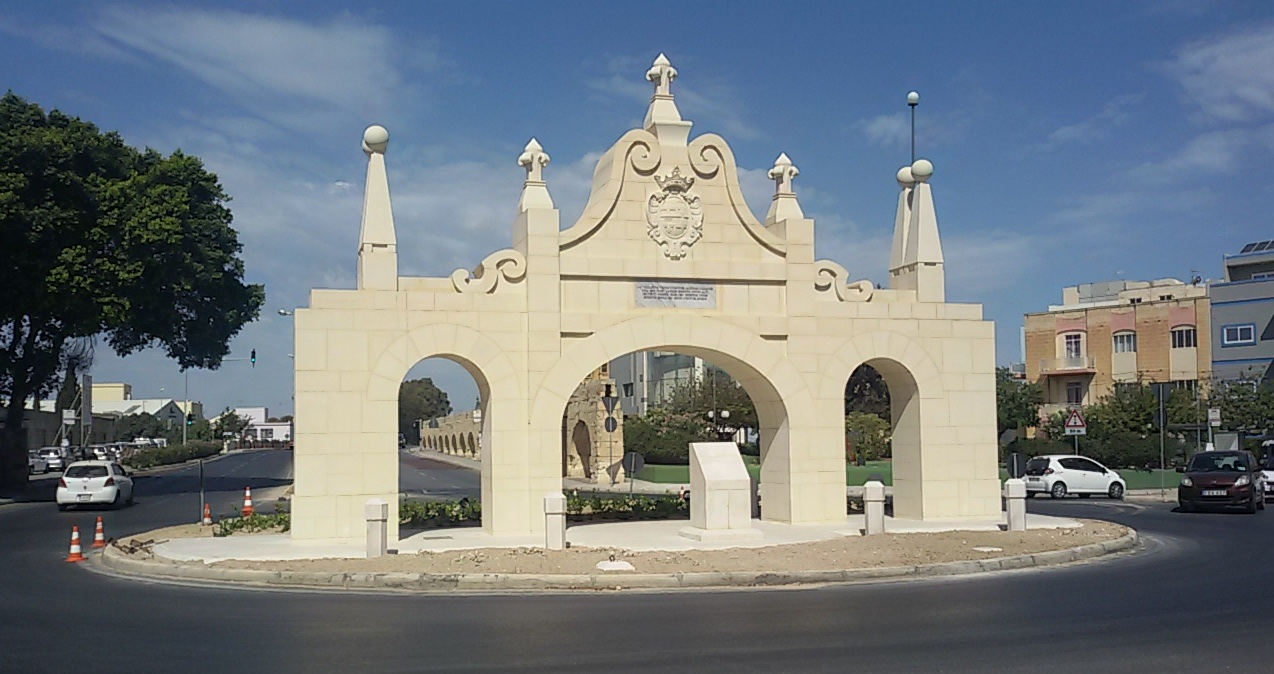
Arche Wignacourt
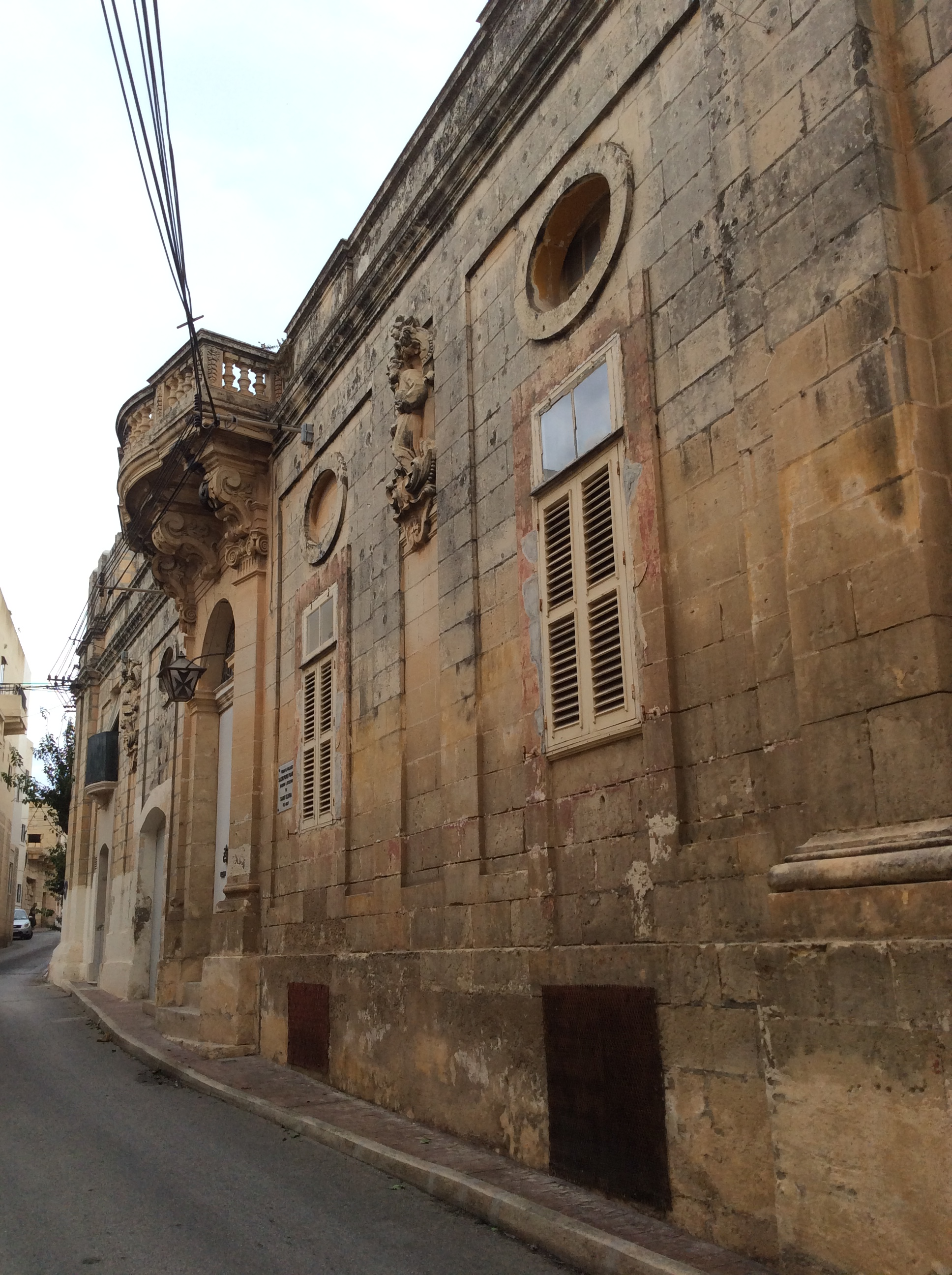
Palais Sainte-Hélène
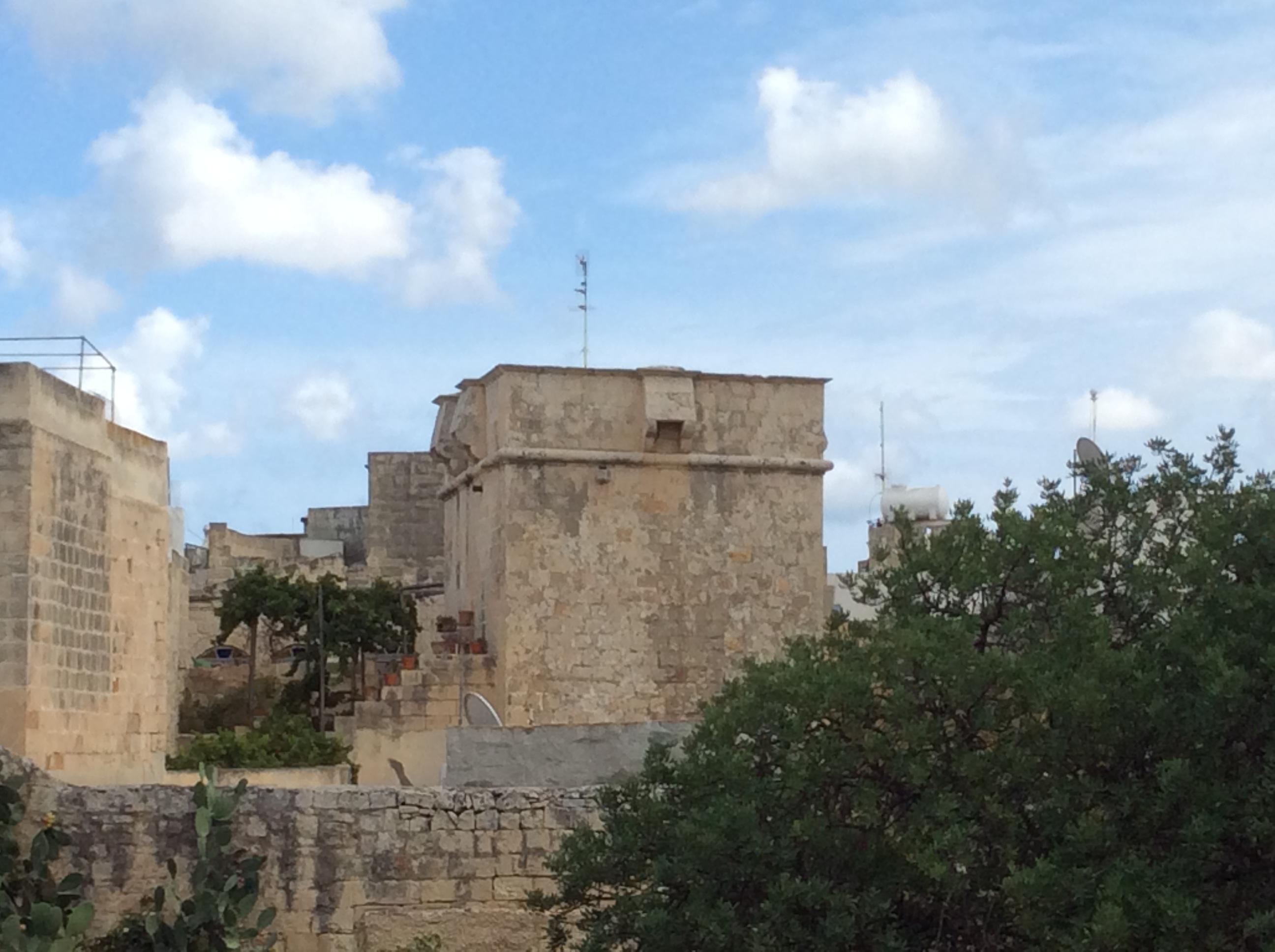
Tour Birkirkara

### Personnes notables
Birkirkara est la ville natale du premier président de Malte, Anthony Mamo, ainsi que celle de l'un de ses successeurs Edward Fenech Adami. L'ancien premier ministre Alfred Sant y réside.
Birkirkara est la ville natale des grands-parents de l'homme politique français Edgard Pisani.
- Destiny Chukunyere (2002-), chanteuse maltaise, née à Birkirkara.

- Boris Edwards (1860-1924), sculpteur, décédé à Birkirkara.

### Sport
Birkirkara a son club de football, le Birkirkara FC, qui existe depuis 1950. L'équipe s'est imposée en championnat en 2000, 2006, 2010 et 2013.

## Jumelages
- Grosseto (Italie)
- Sorrento (Italie)
- Longobardi (Italie)
- Carbonne (France)

## Sources
- (mt) Alfie Guillaumier, Bliet u Rħula Maltin (Villes et villages maltais), Klabb Kotba Maltin, Malte, 2005.
- (en) Juliet Rix, Malta and Gozo, Brad Travel Guide, Angleterre, 2013.
- Alain Blondy, Malte, Guides Arthaud, coll. Grands voyages, Paris, 1997.